# Priestfield Stadium
Priestfield Stadium (od nazwy sponsora MEMS Priestfield Stadium, Priestfield) – stadion piłkarski w Gillingham w hrabstwie Kent, na którym swoje mecze rozgrywa klub piłkarski Gillingham FC. W latach 1997–99 z obiektu korzystała także drużyna Brighton & Hove Albion. Był również areną spotkań kobiecej i młodzieżowej reprezentacji Anglii.
Stadion zbudowano w 1893 roku. Rekord frekwencji wynosi 23 002. Pod koniec lat dziewięćdziesiątych XX wieku obiekt został przebudowany; jego pojemność zmalała z 20 000 do niespełna 12 000 miejsc.